# آرامگاه خواجه اتابک
مقبره خواجه اتابک، مقبره خواجه اتابک که در محله جنوب شرقی شهر محله بازار شاه کرمان و نزدیک مسجد بازار شاه قرار دارد، از آثار اواخر قرن ششم هجری و مربوط به دوران سلجوقی می‌باشد. این بنا محل دفن «خواجه اتابک علاالدین بزقوش» از رجال و بزرگان و عرفای دوران سلجوقیان است. پلان بنا هشت ضلعی است که در داخل فضایی مربع داردو عنصر تزئینی غالب در این بنا گچبری است و سنگ محراب زیبایی در ضلع غربی آن نصب است و کتیبه‌هایی زیبا با خط کوفی دارد. تزئینات تمامی بنا با کاشیهای فیروزه‌ای مزین شده‌است. این اثر تحت شماره ۲۵۳ به ثبت رسیده‌است.

## نگارخانه

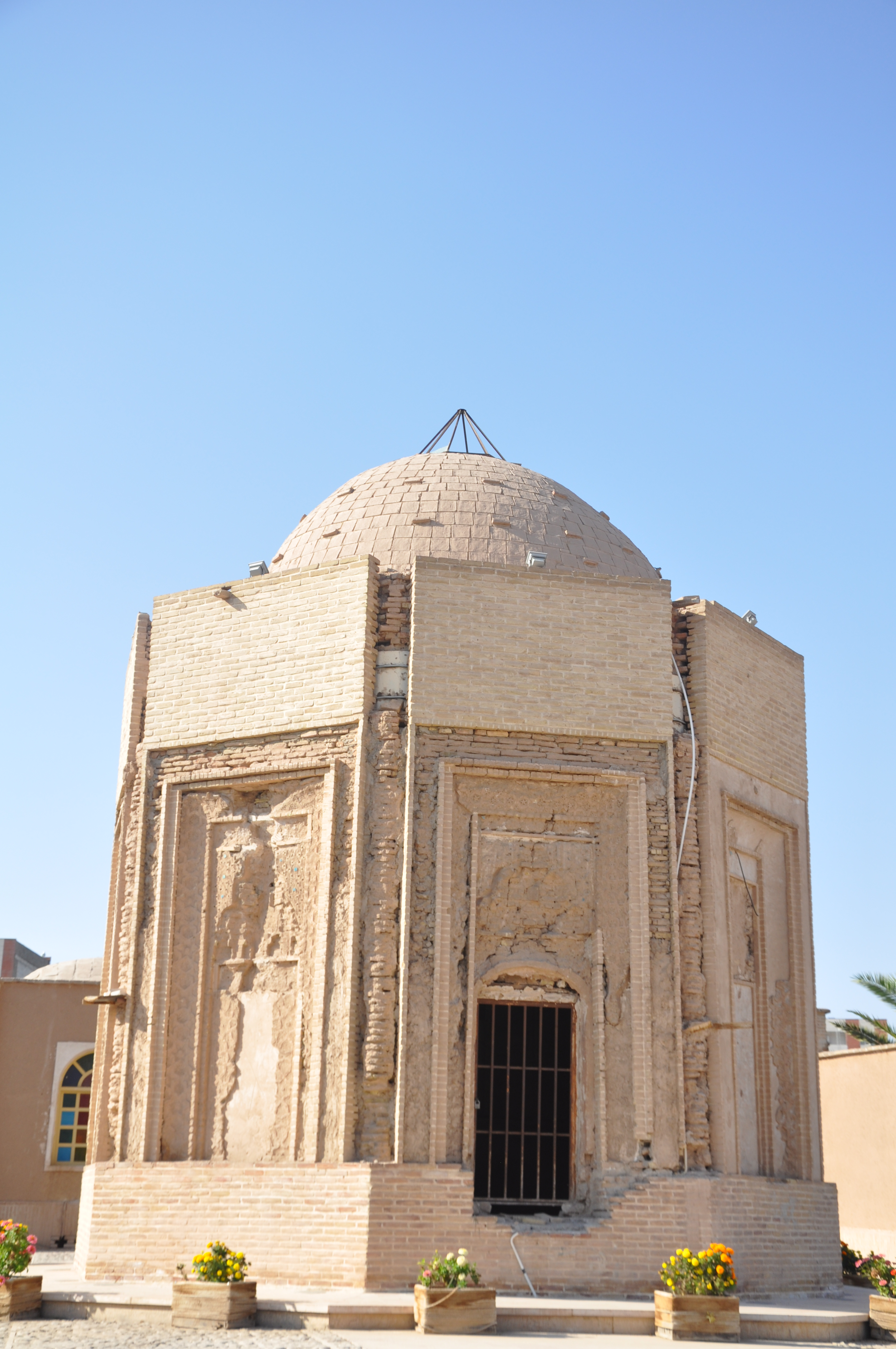
نمای جلو
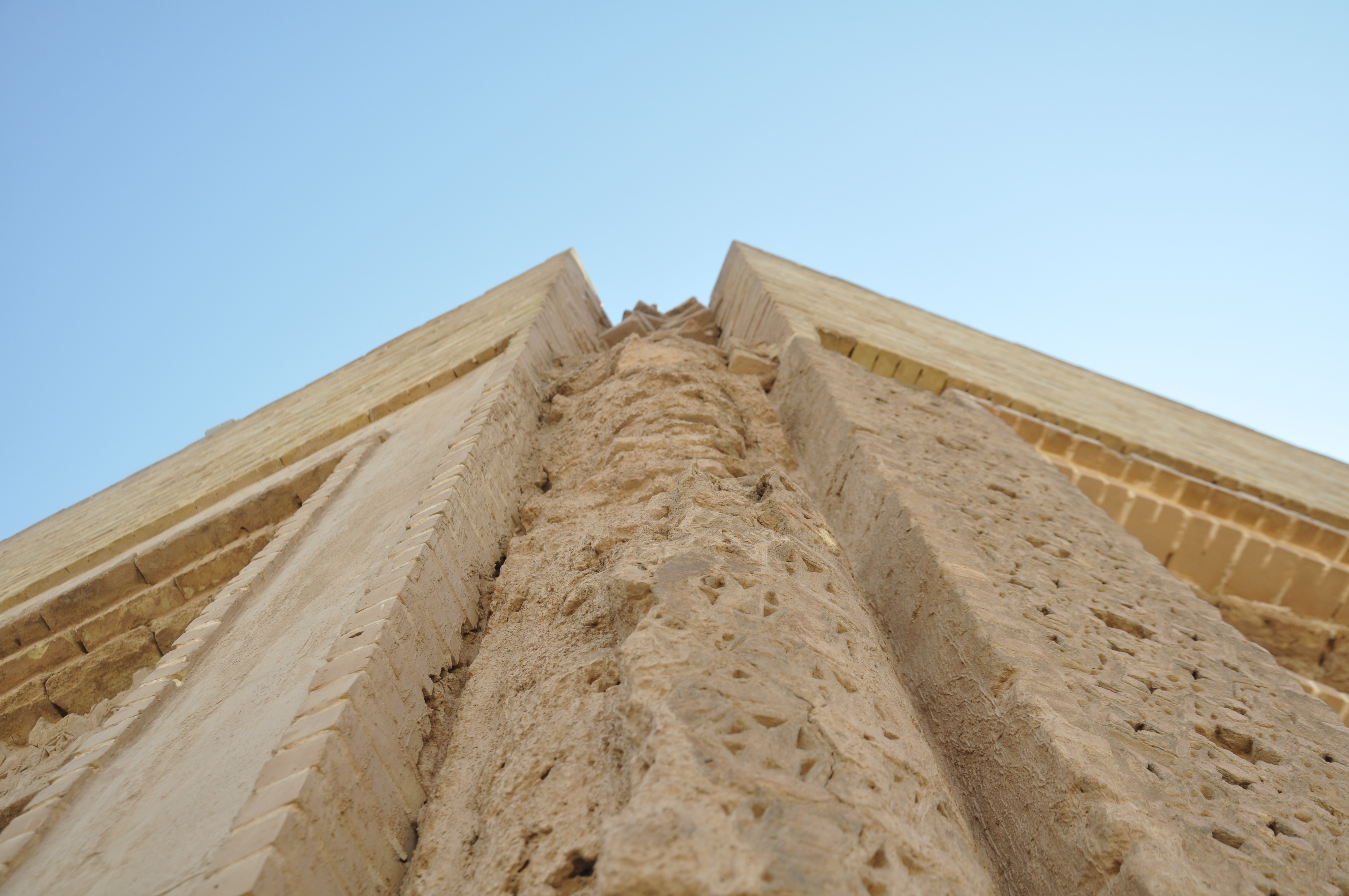
ستون آرامگاه
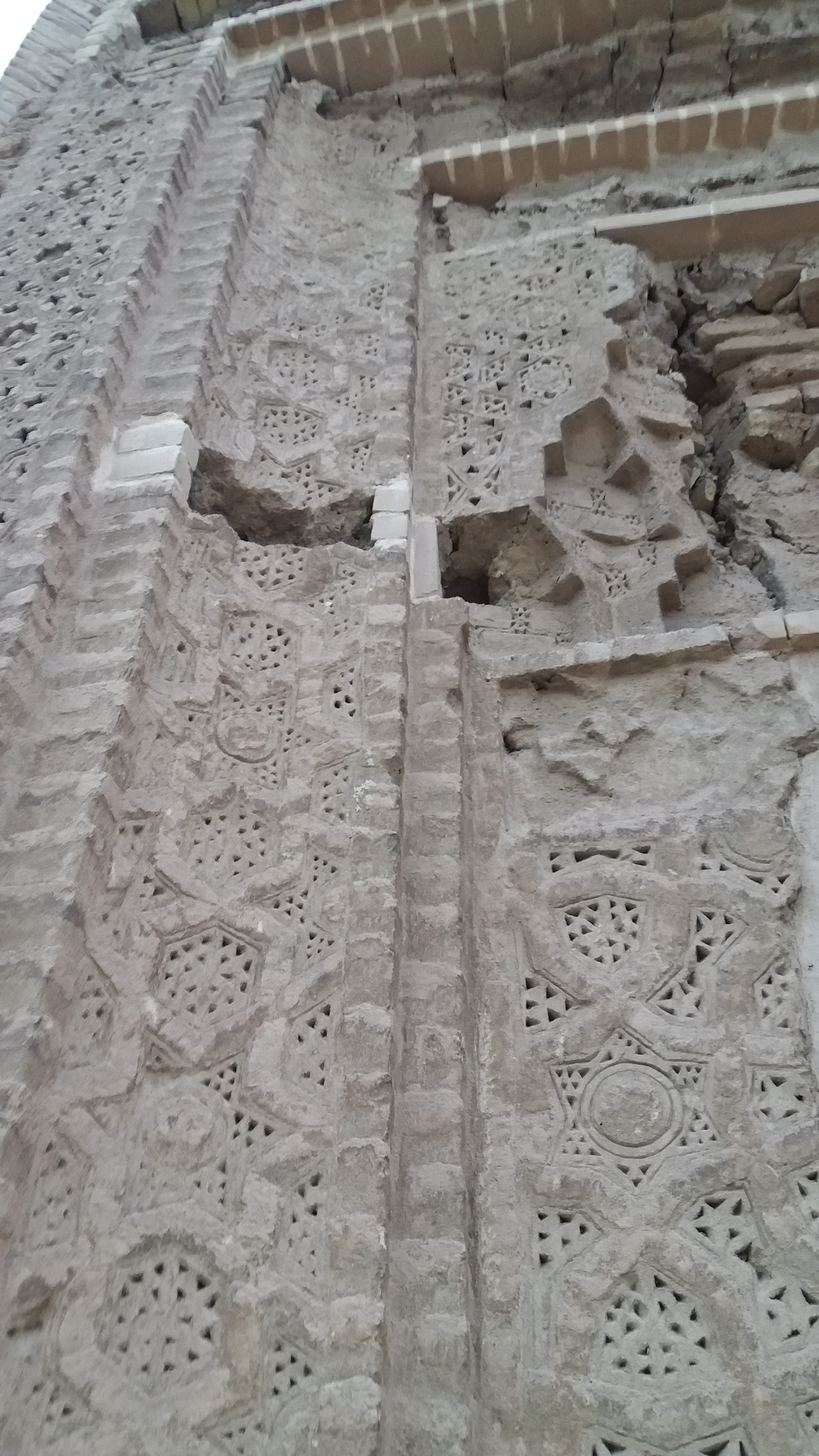
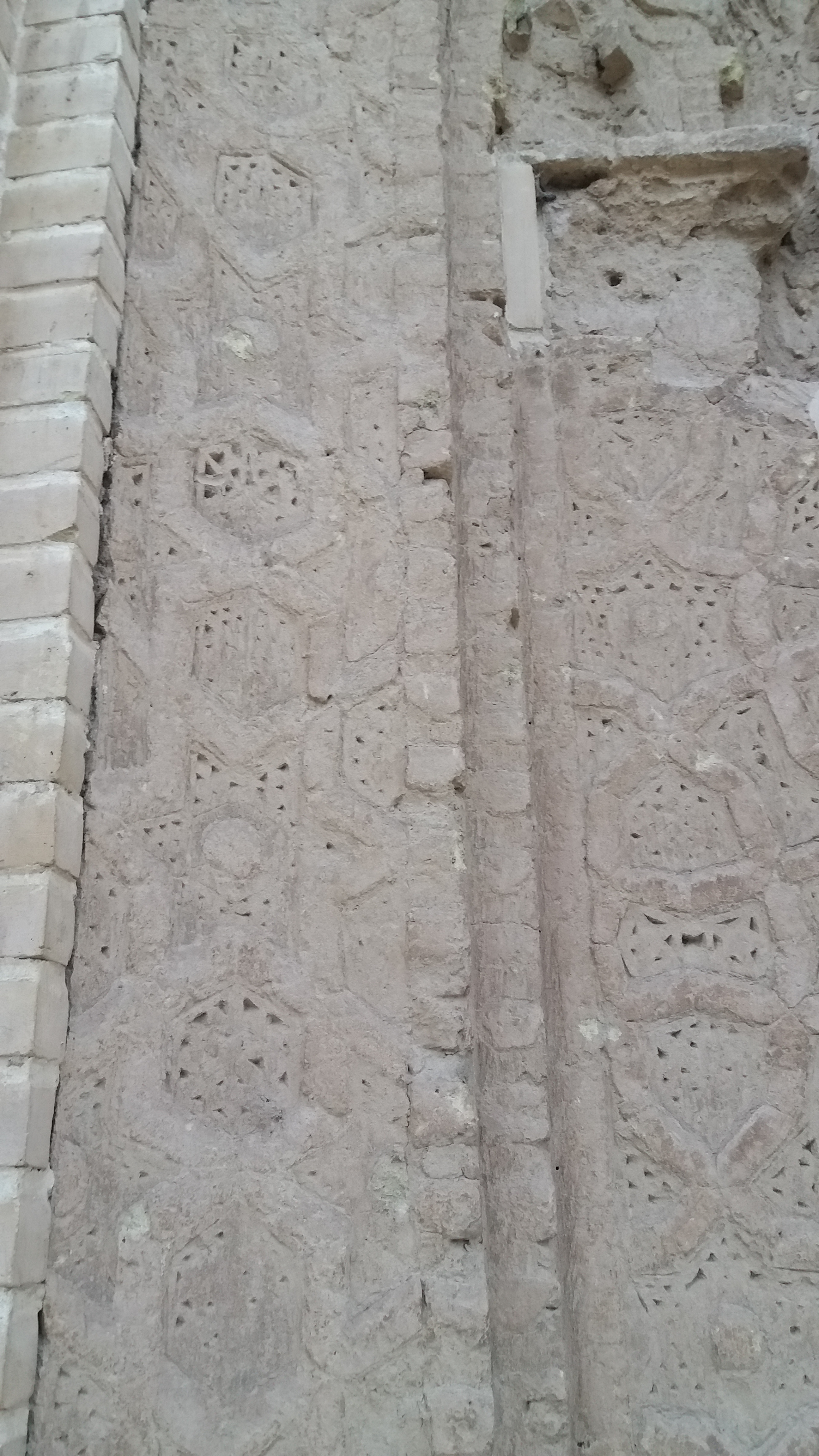
آرامگاه خواجه اتابک
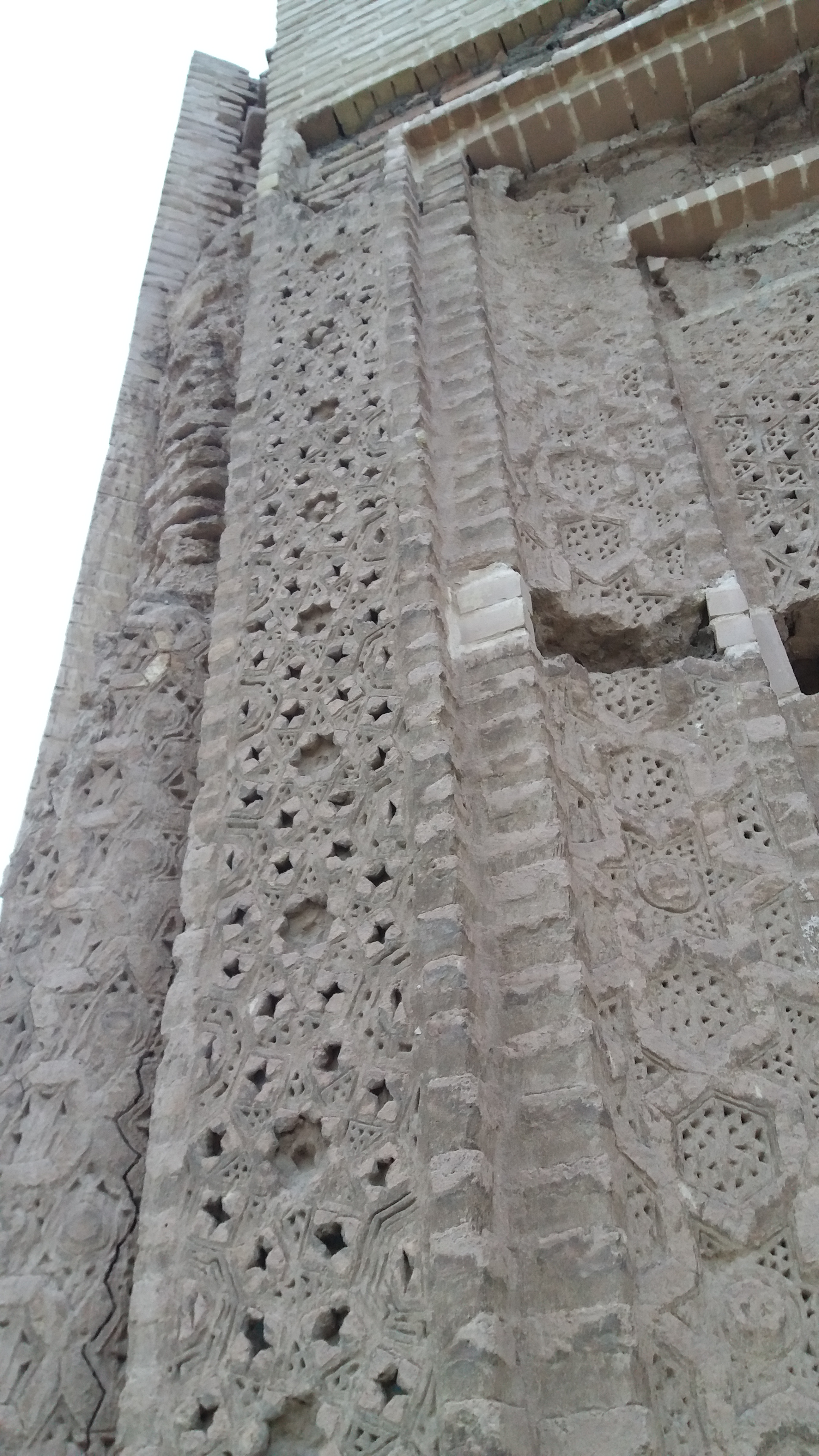
آرامگاه خواجه اتابک
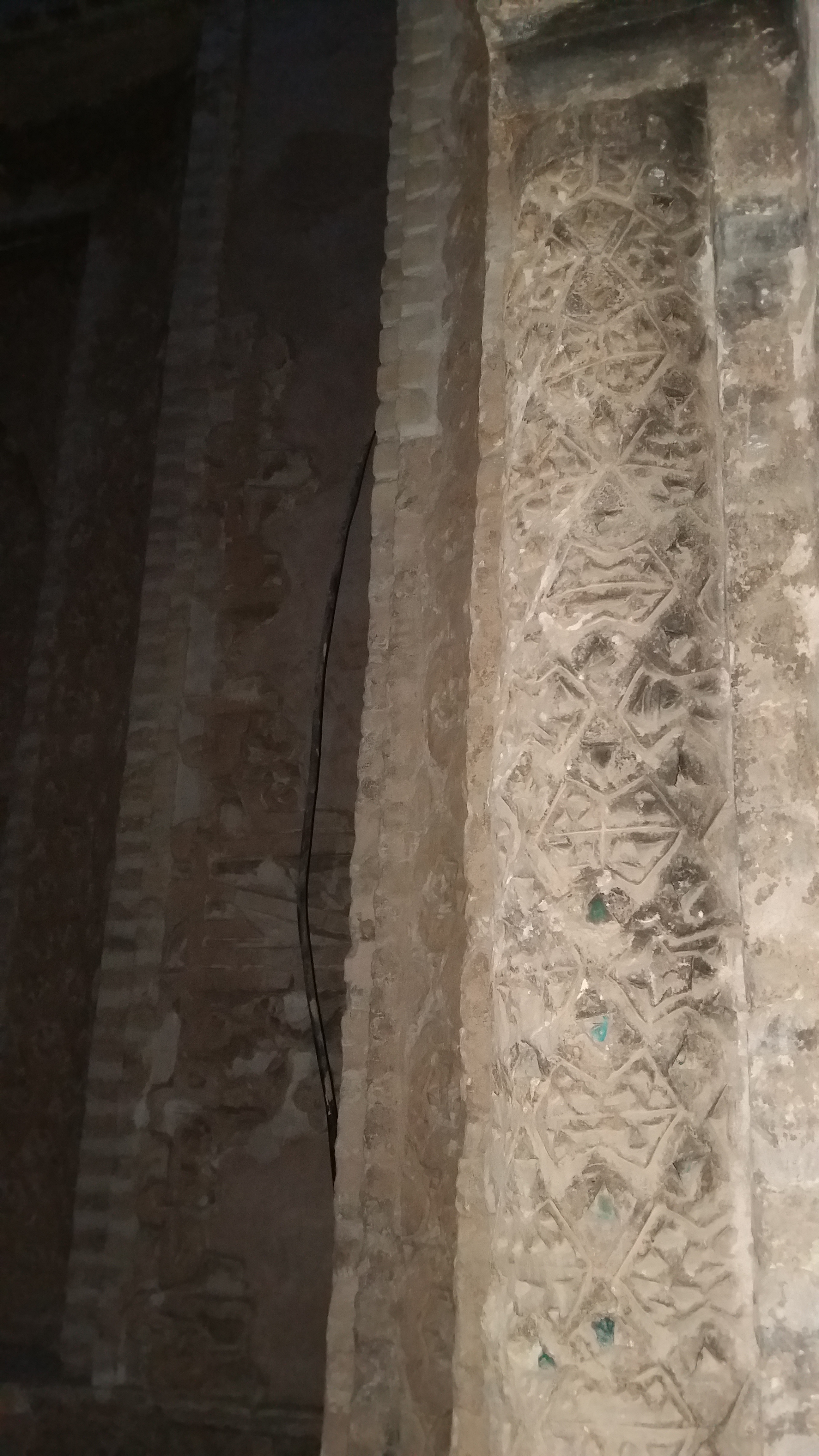
آرامگاه خواجه اتابک
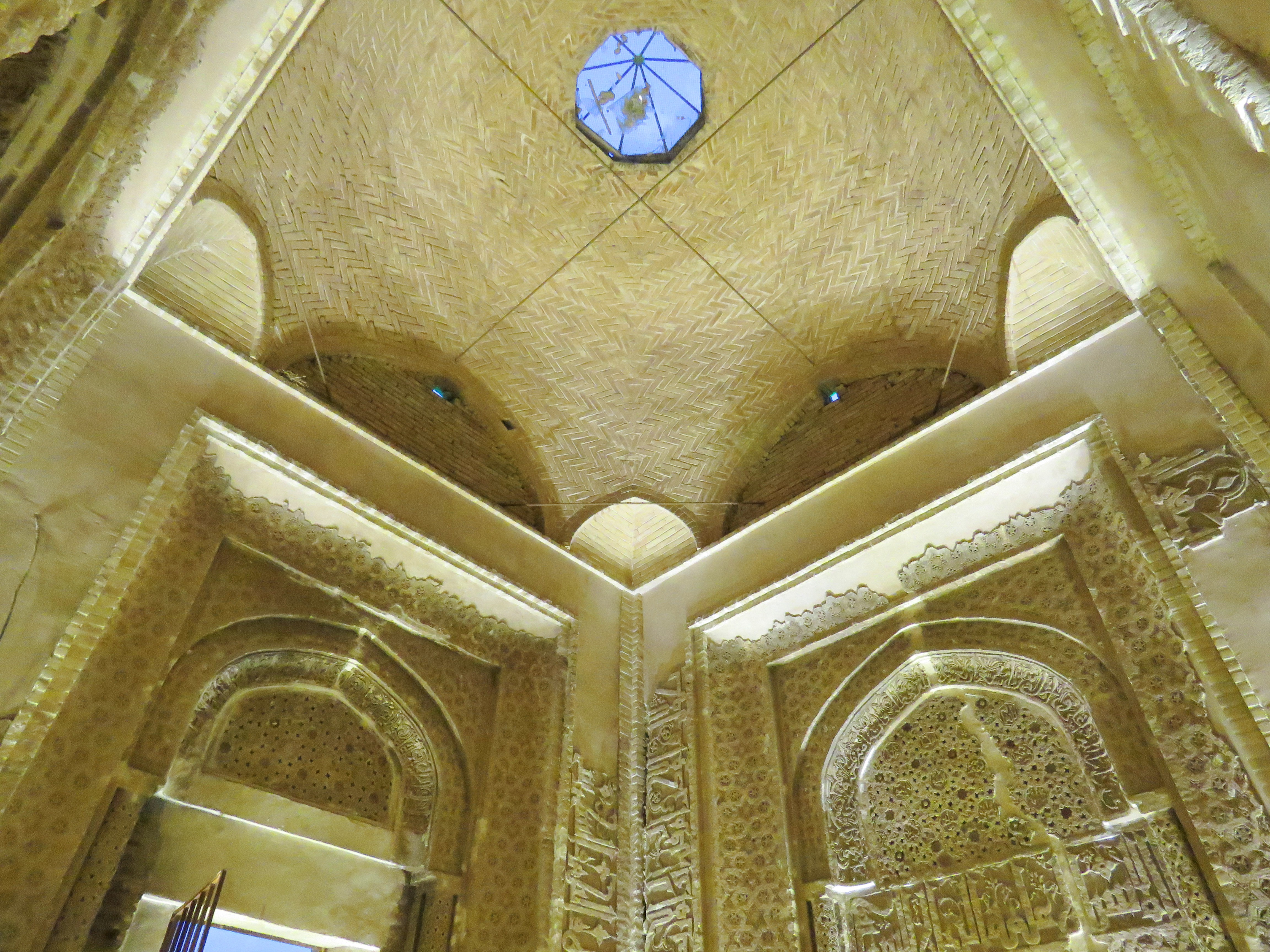
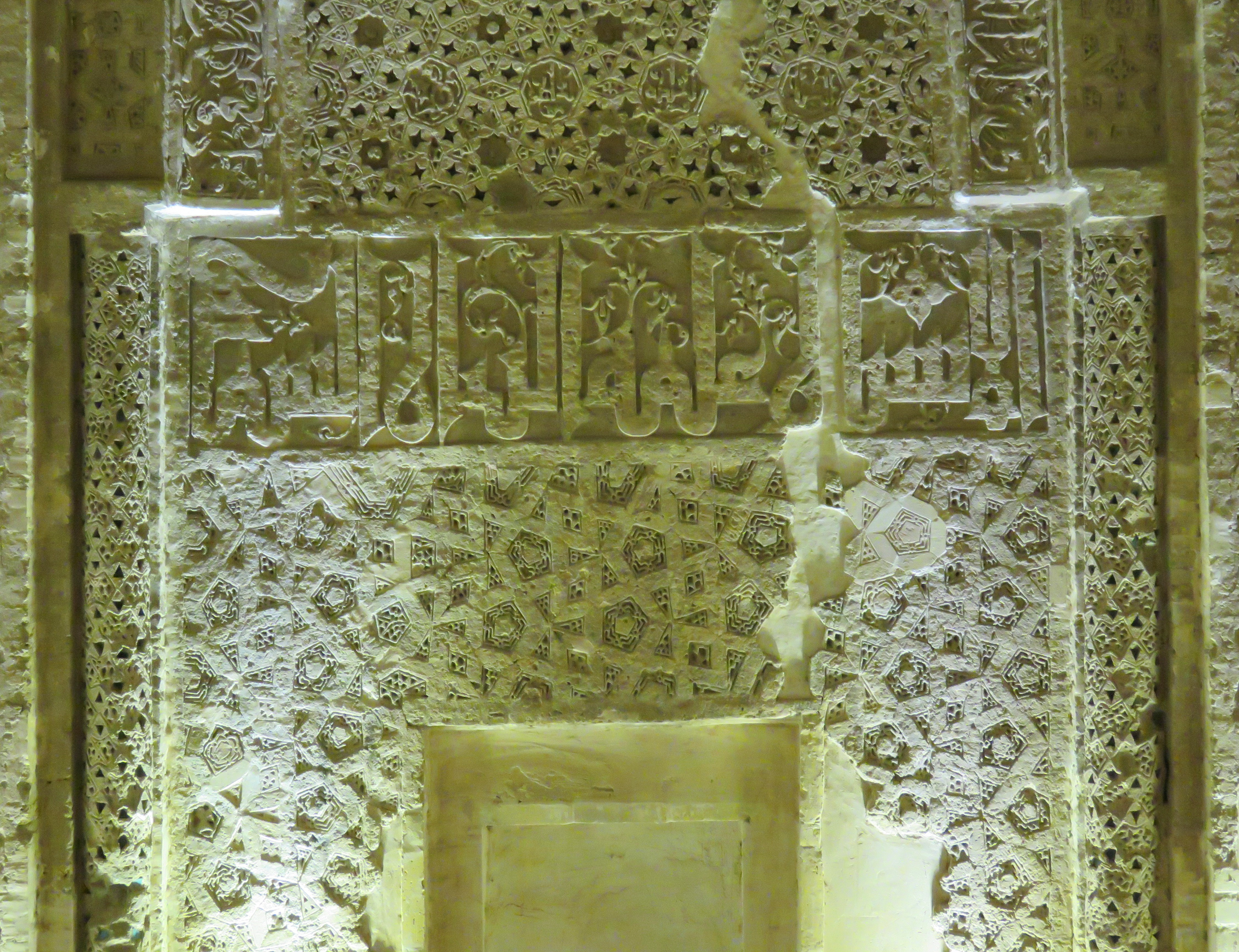
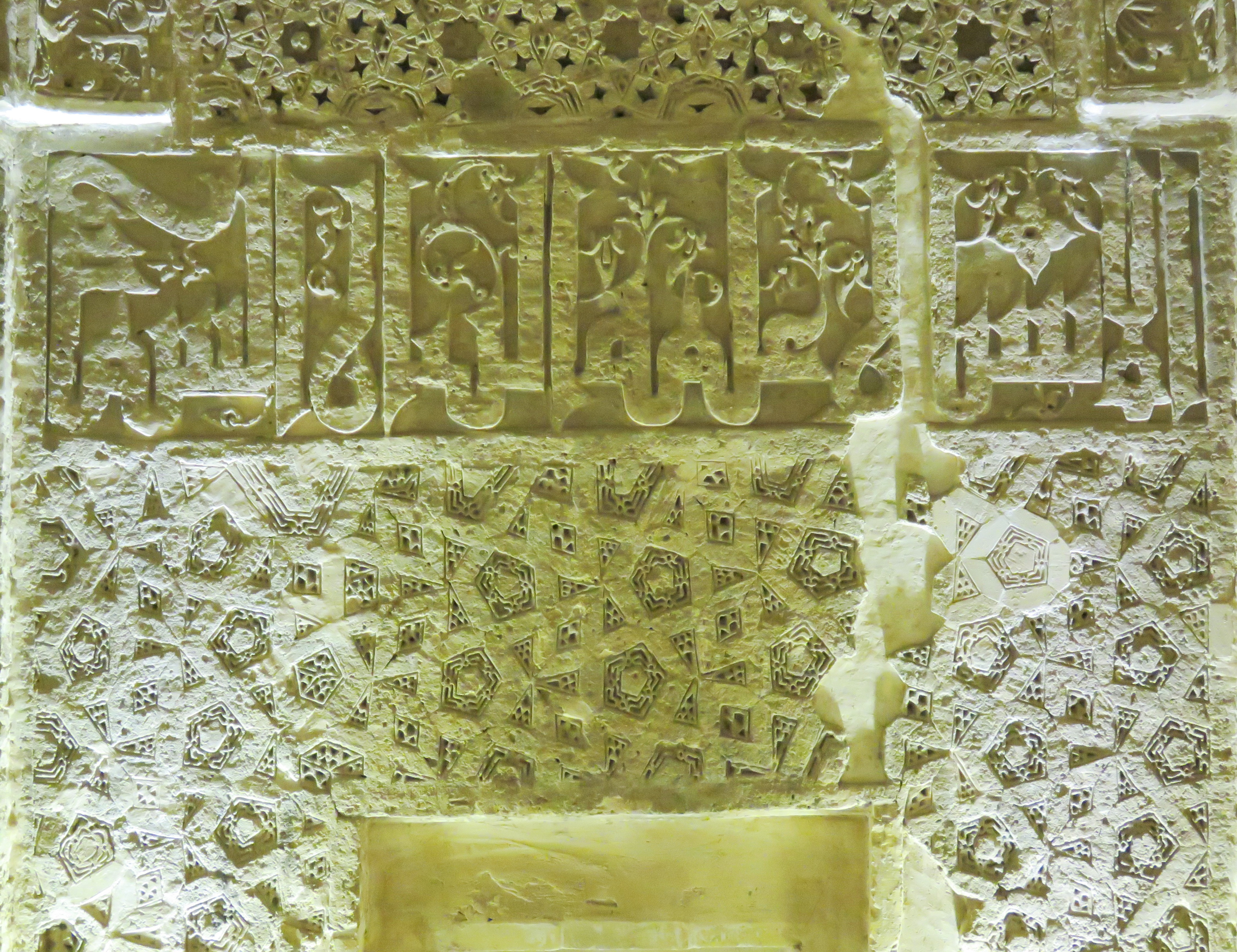
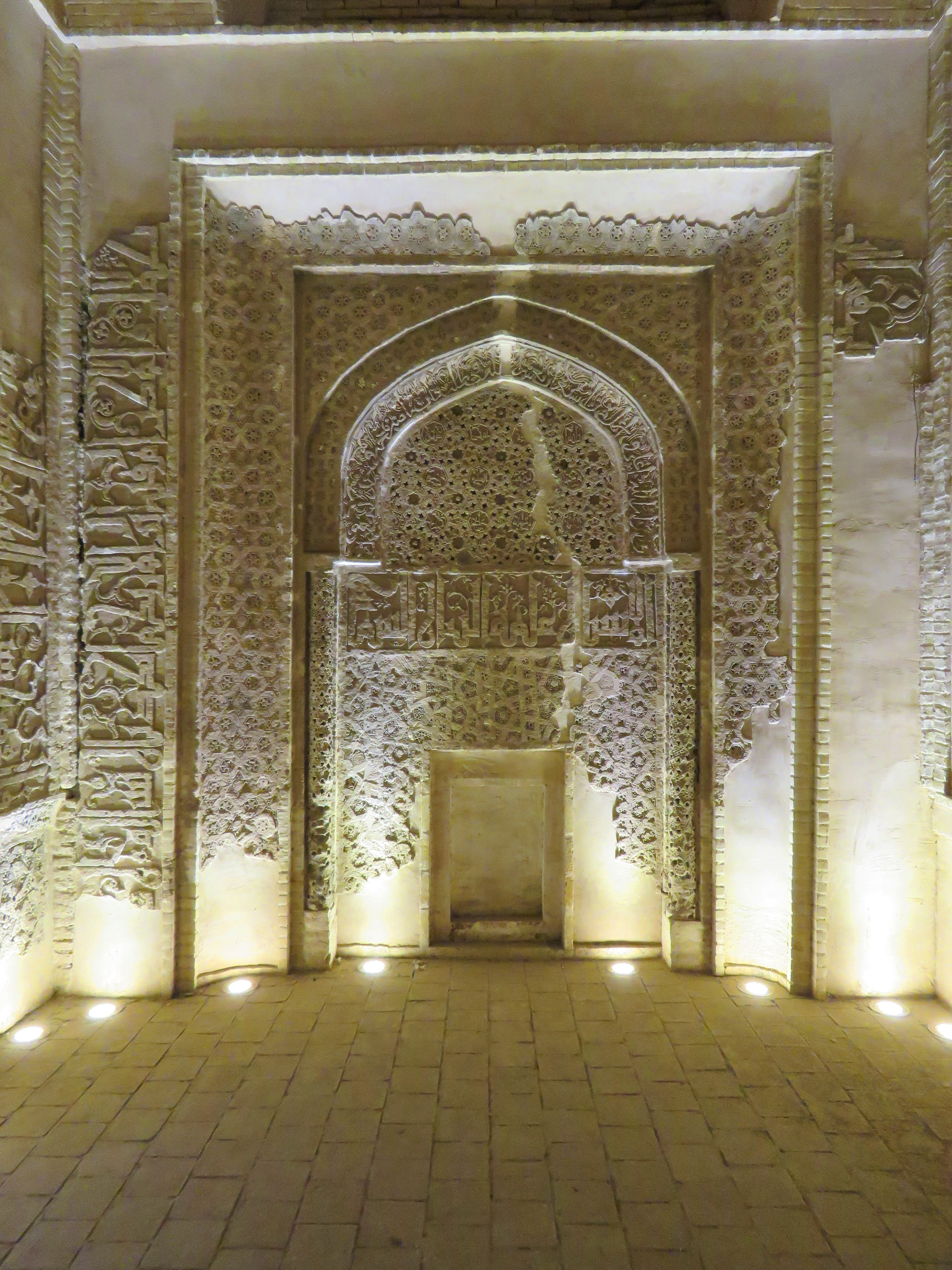
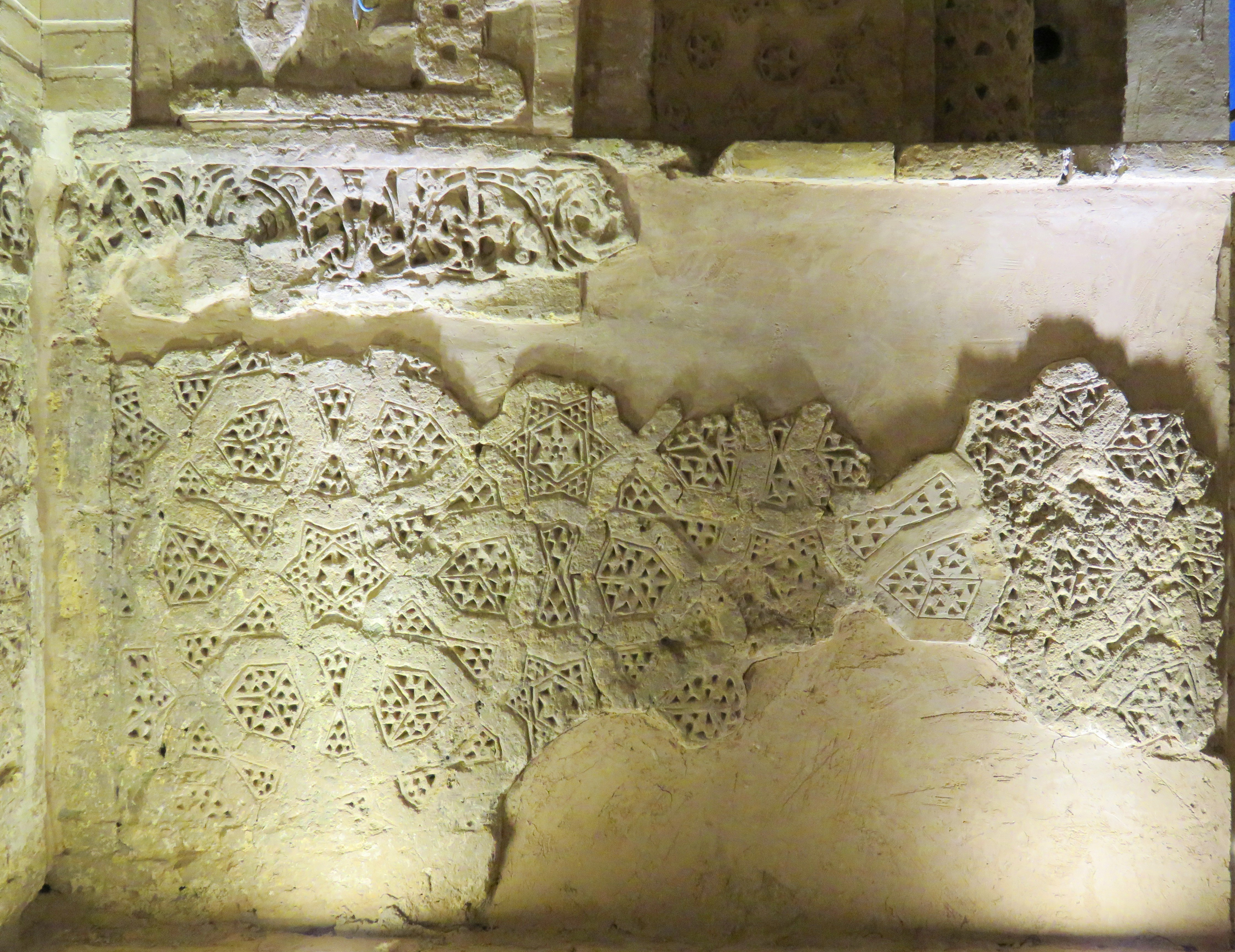
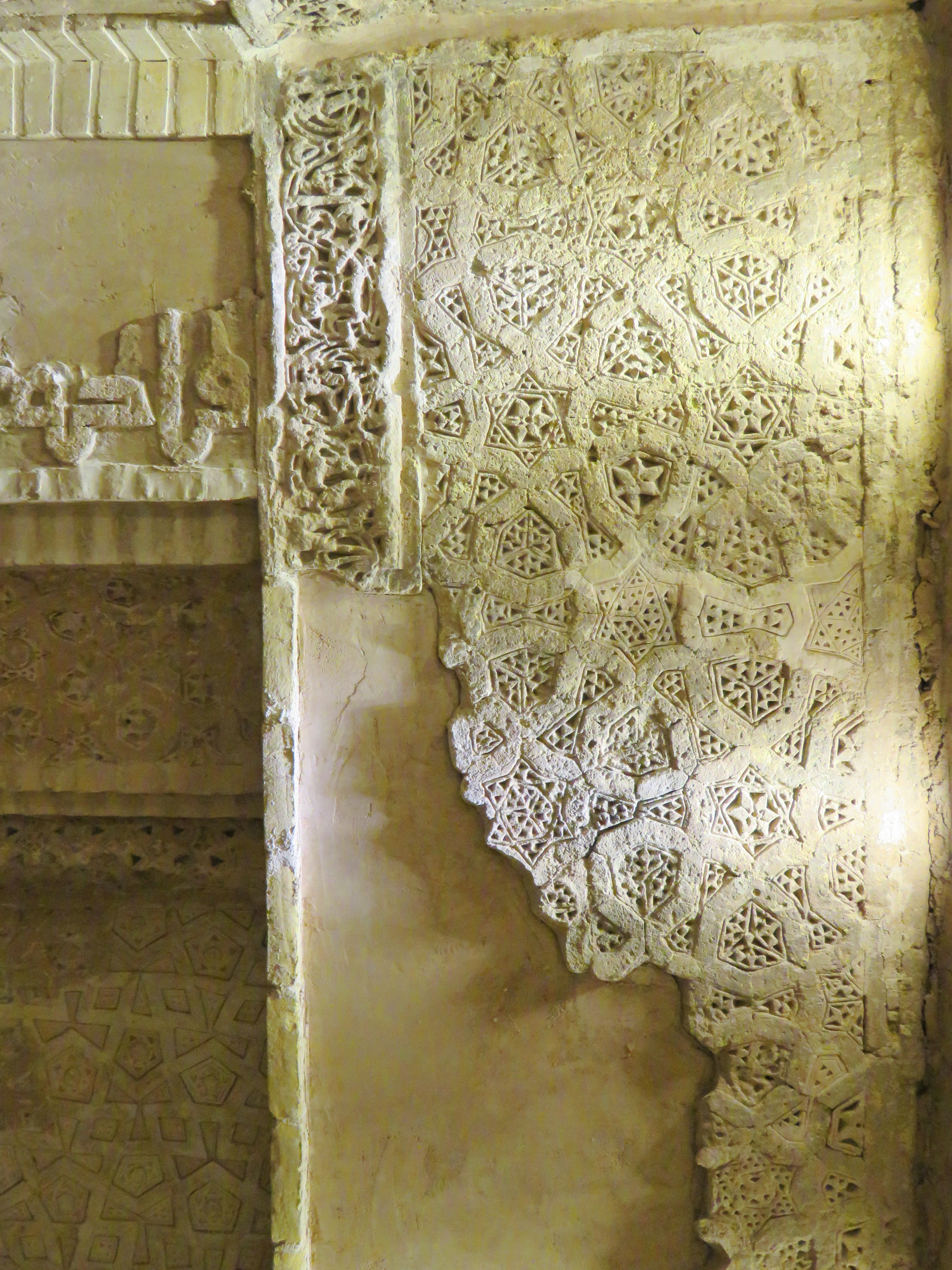
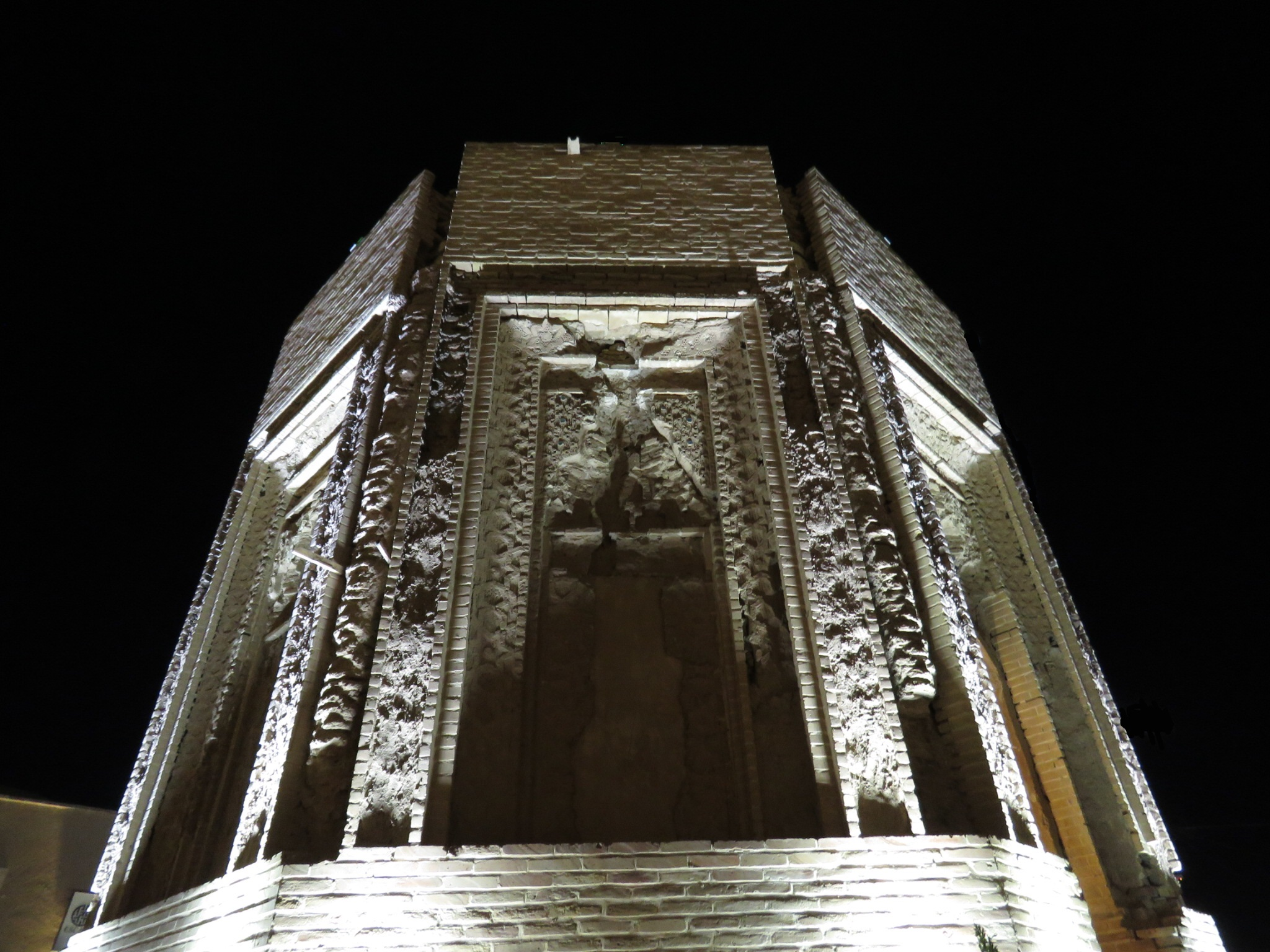
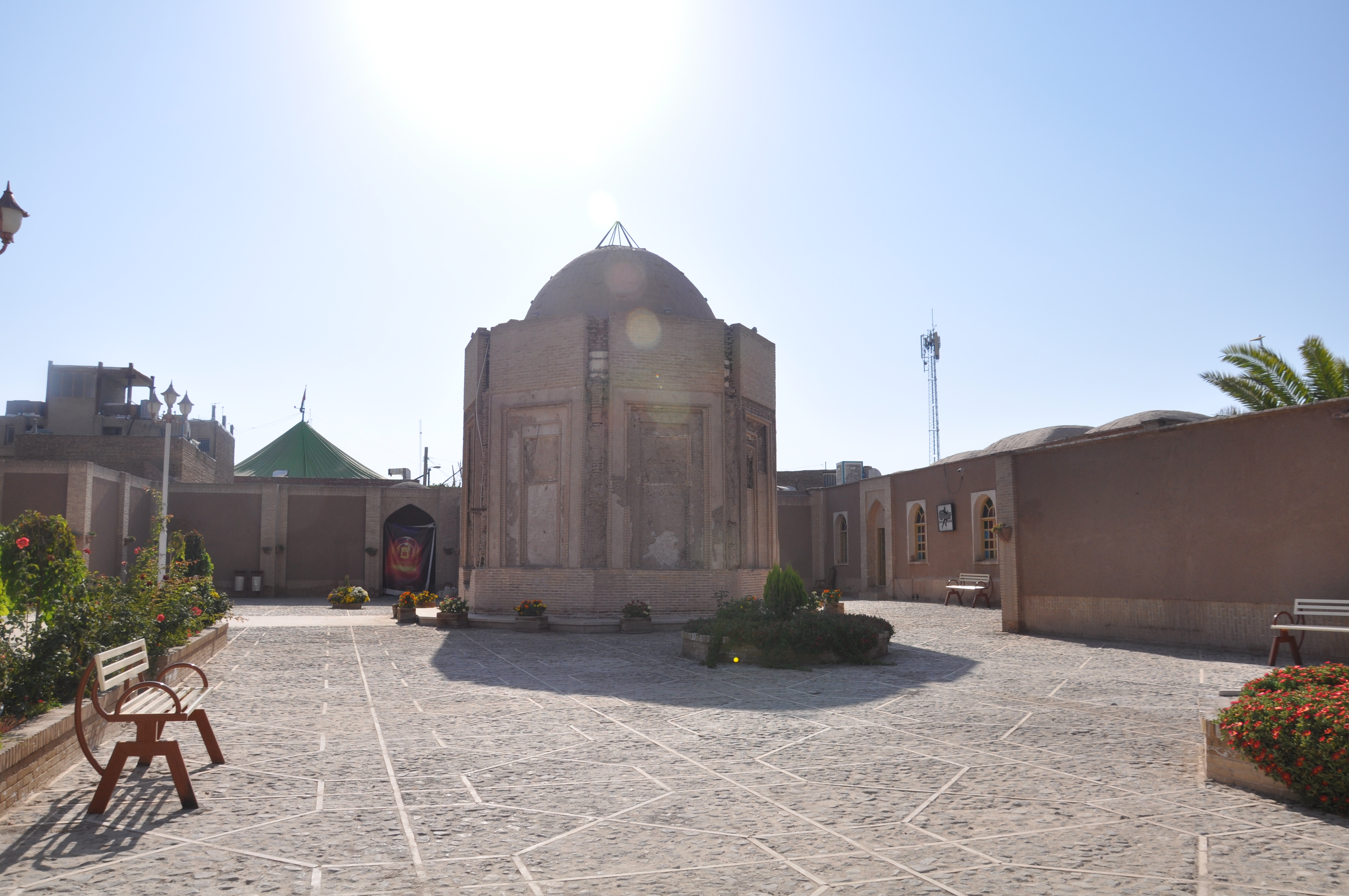
نمای کلی آرامگاه
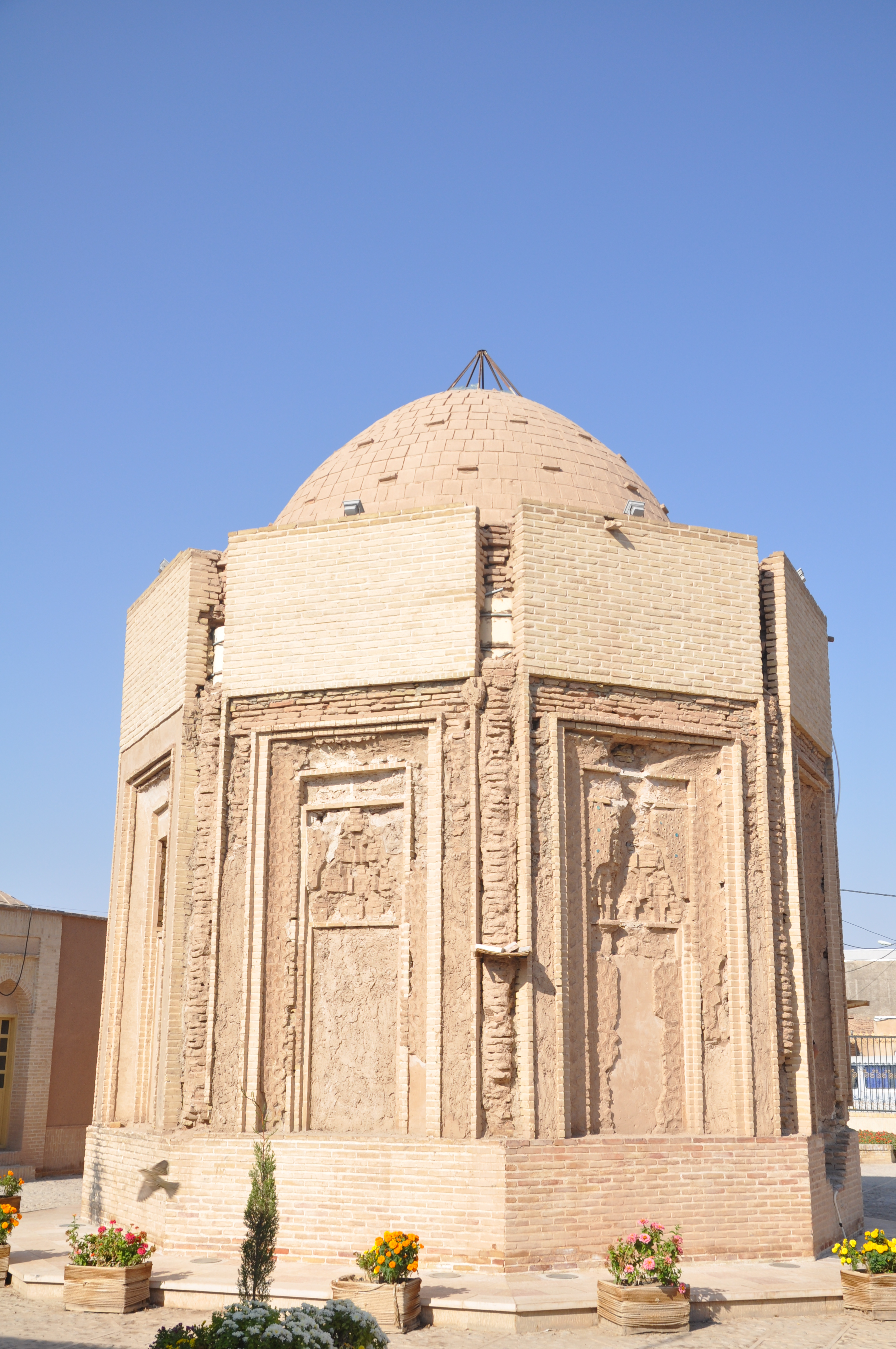
ساختمان آرامگاه
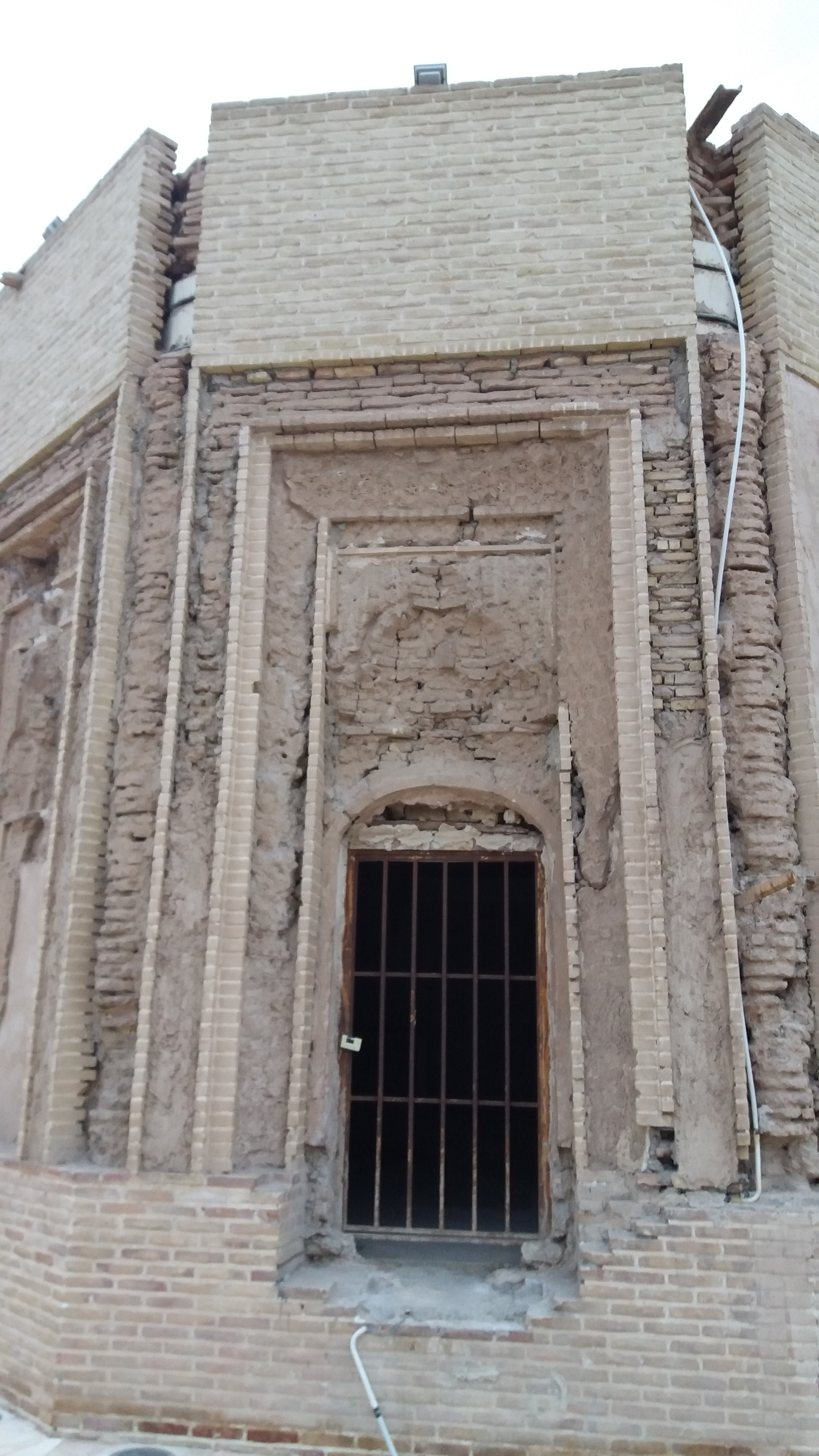
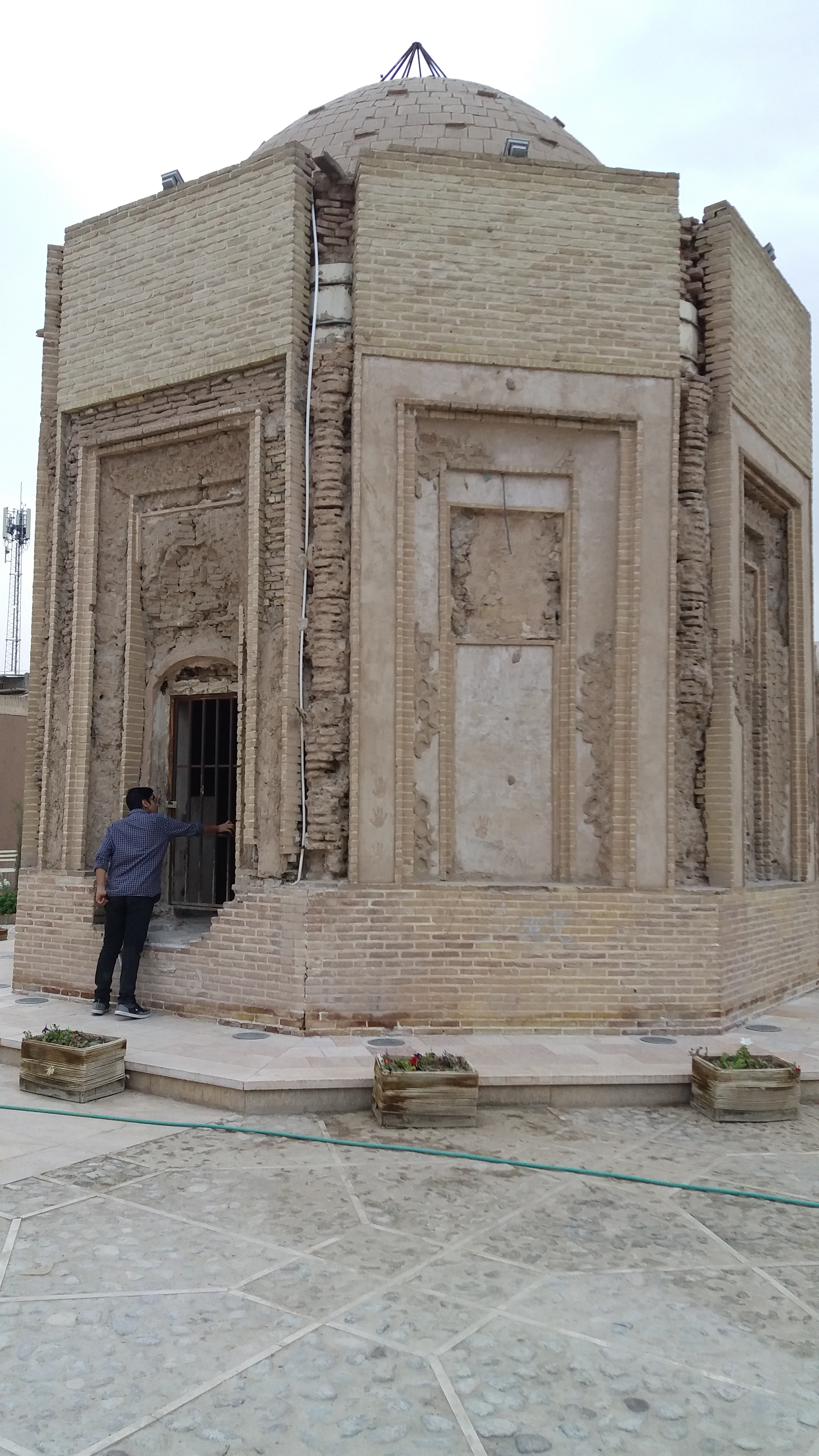
آرامگاه خواجه اتابک
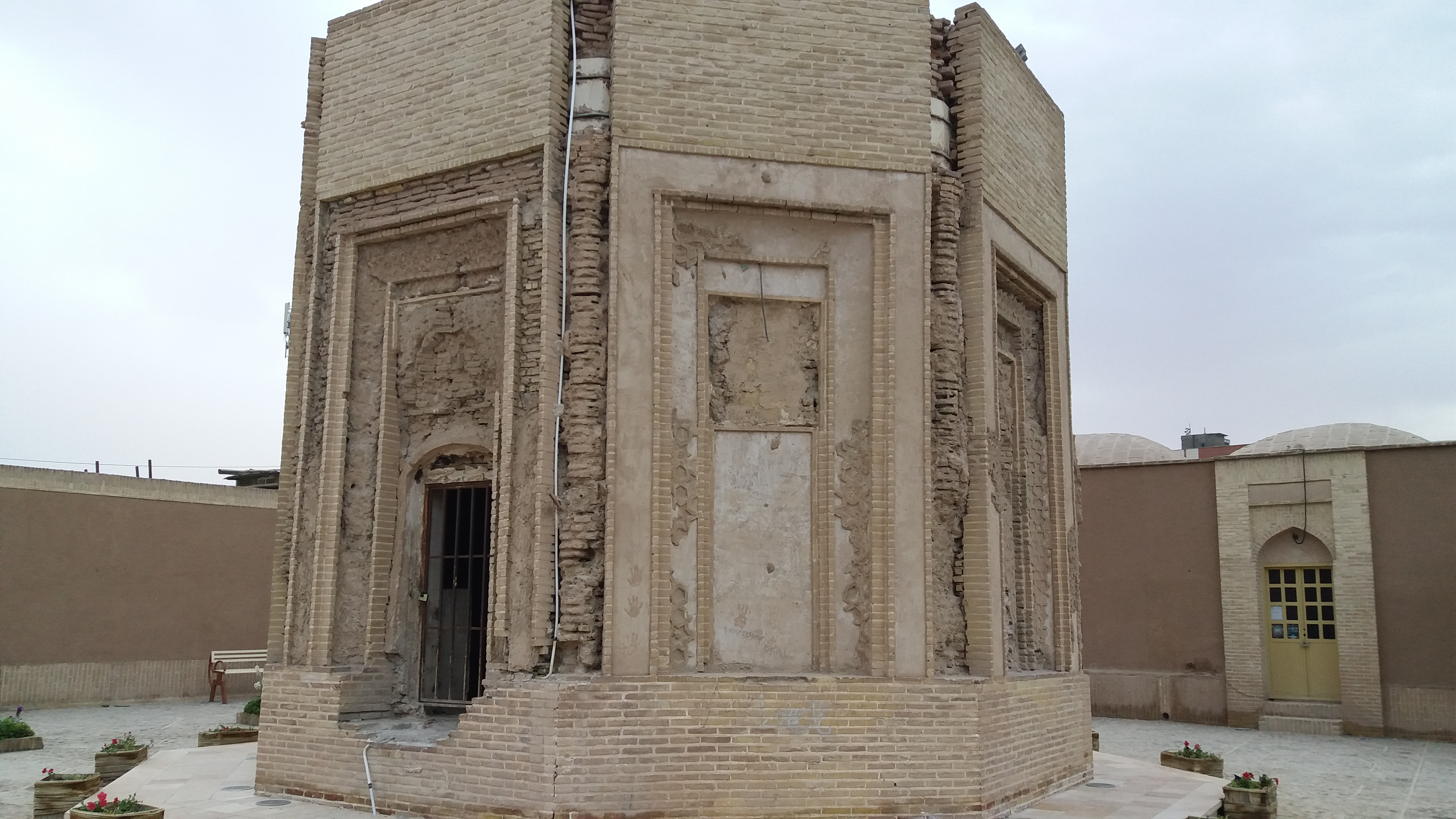
آرامگاه خواجه اتابک
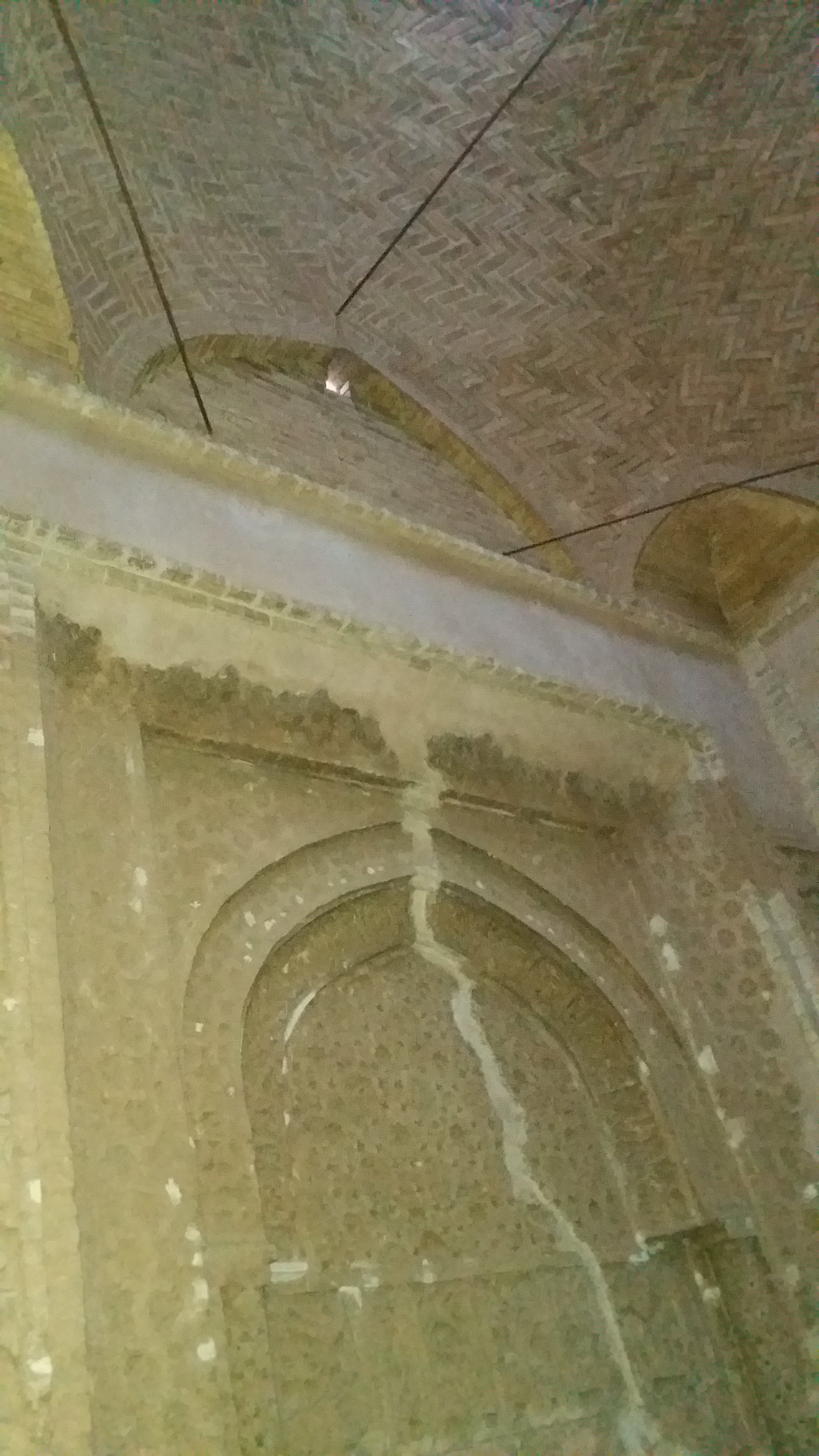
آرامگاه خواجه اتابک
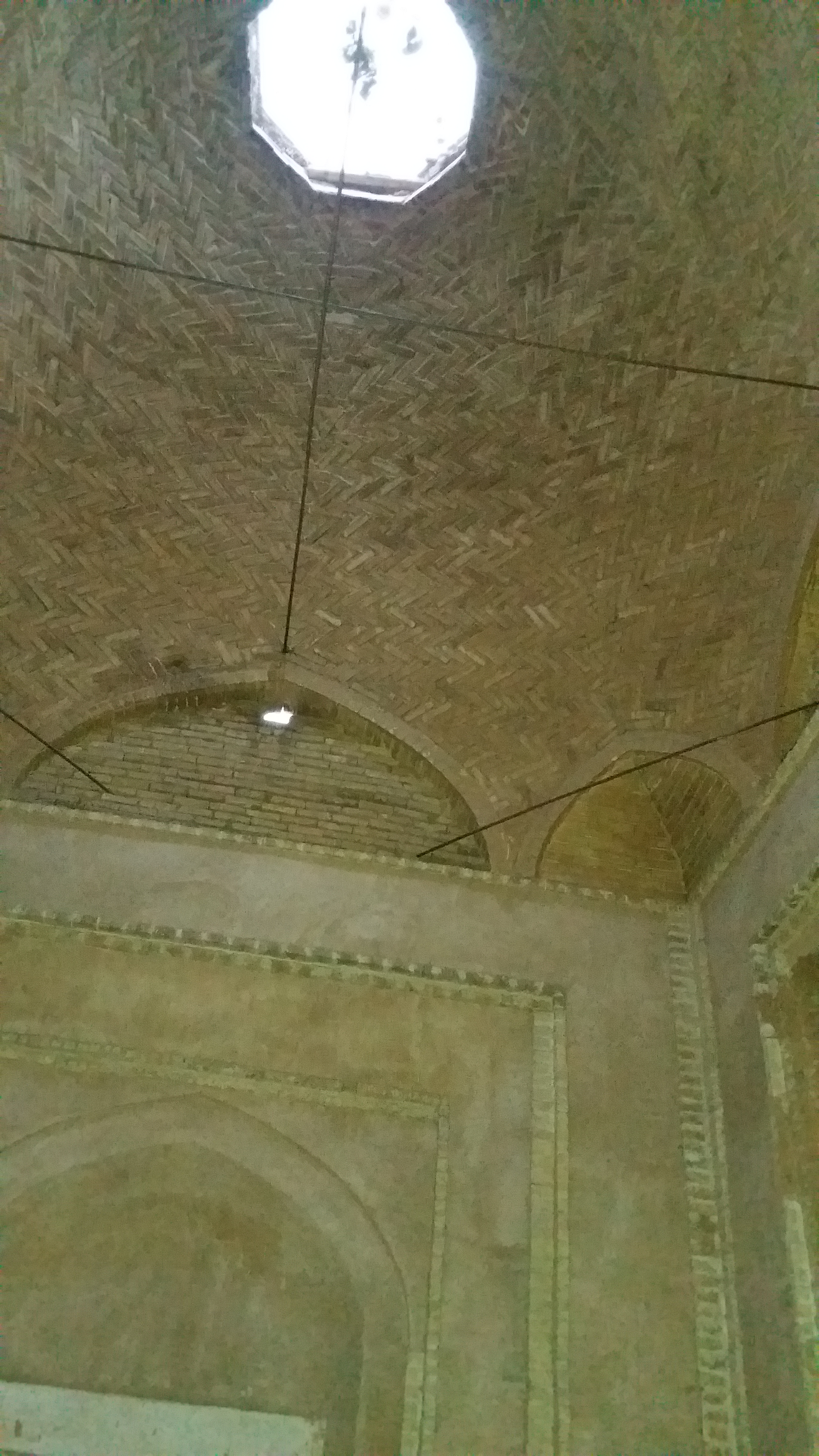
آرامگاه خواجه اتابک
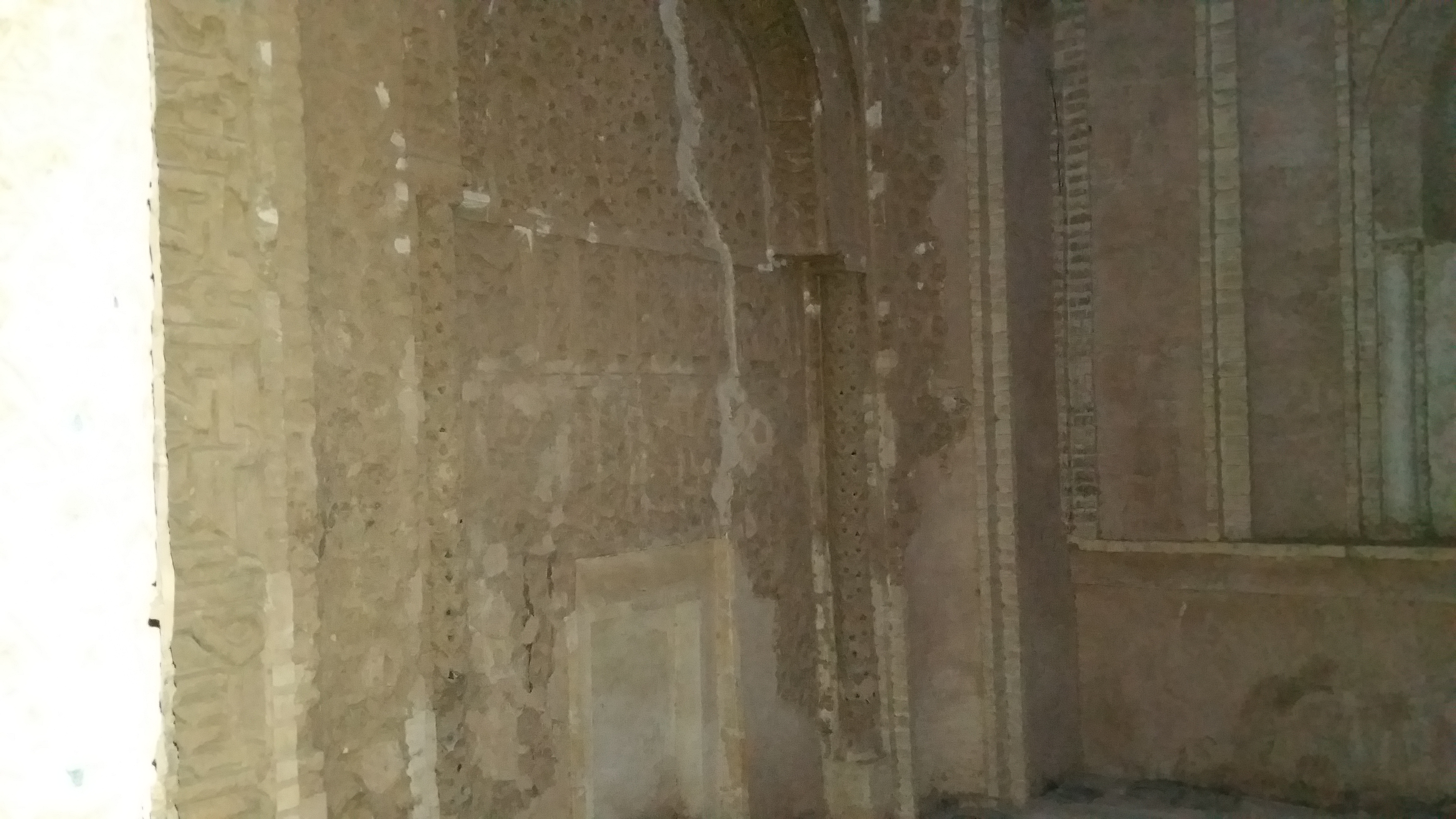
آرامگاه خواجه اتابک